# Дејан Мијач
Дејан Мијач (Бијељина, 17. мај 1934 — Београд, 5. април 2022) био је српски позоришни редитељ и академик.

## Биографија
Рођен је 17. маја 1934. године у Бијељини. Режију је студирао на Академији за позоришну уметност у Београду.
Био је редитељ Народног позоришта, Тузла и Српског народног позоришта у Новом Саду. Био је професор режије на Факултету драмских уметности у Београду од 1972. до 1997. године.
Режирао је на многим сценама у Југославији, а посебно у Новом Саду (око 40 режија), Београду, Загребу, Сомбору и Нишу.
Мијач је био дописни члан САНУ од 2021.
Преминуо је 5. априла 2022 године у Београду. Комеморација је била 11. априла у Југословенском драмском позоришту. Сахрањен је истог дана у Алеји заслужних грађана на Новом гробљу у Београду.

## Награде
Добитник је бројних награда и признања. Од тога добитник је осам Стеријиних награда:
- Покондирена тиква, Јован Стерија Поповић (Српско народно позориште), 1974.
- Женидба и удадба, Јован Стерија Поповић (Народно позориште Сомбор), 1976.
- Пучина, Бранислав Нушић (Југословенско драмско позориште), 1978.
- Путујуће позориште Шопаловић, Љубомир Симовић (Југословенско драмско позориште), 1986.
- Награда за Систематско сценско истраживање драмског дела Јована Стерије Поповића, 1987.
- Статуета Јоаким Вујић, награда Књажевско-српског театра из Крагујевца, 1989.
- Награда за нарочите заслуге за унапређење позоришне уметности, 1990.
- Чудо у Шаргану, Љубомир Симовић (Атеље 212), 2002.
- Скакавци, Биљана Србљановић (Југословенско драмско позориште), 2006.

## Театрографија
- Тврдица, Београд
- Тамо где се сунце рађа, 04.03.1961, Зрењанин, Народно позориште „Тоша Јовановић”[9]
- Јунона и паун, 20.04.1962, Нови Сад, Српско народно позориште[9]
- Женидба, 05.10.1962, Нови Сад, Српско народно позориште[9]
- Двоструко лице, 09.06.1963, Нови Сад, Српско народно позориште[9]
- Трећа жеља, 26.11.1963, Нови Сад, Српско народно позориште[9]
- Јулије Цезар, 18.01.1964, Нови Сад, Српско народно позориште[9]
- Свет, 10.10.1964, Нови Сад, Српско народно позориште[9]
- Ко се боји Вирџиније Вулф, 03.11.1964, Нови Сад, Српско народно позориште[9]
- Поп Ћира и поп Спира, 19.03.1965, Нови Сад, Српско народно позориште[9]
- Лаждипажди, 12.10.1965, Нови Сад, Српско народно позориште[9]
- Јеретик, 26.10.1965, Нови Сад, Српско народно позориште[9]
- Анђео на станици, 11.02.1966, Нови Сад, Српско народно позориште[9]
- Веселе жене из Винџора, 04.10.1966, Нови Сад, Српско народно позориште[9]
- Поп Ћира и поп Спира, 08.10.1966, Нови Сад, Српско народно позориште[9]
- Џандрљив муж, 19.02.1967, Нови Сад, Српско народно позориште[9]
- Ваљевска подвала, 23.05.1967, Нови Сад, Српско народно позориште[9]
- Приватно и јавно, 27.12.1967, Нови Сад, Српско народно позориште[9]
- ЦЕНА, 17.10.1968, Београд, Атеље 212[9]
- Ожалошћена породица, 22.10.1968, Нови Сад, Српско народно позориште[9]
- Велики Мак, 19.11.1968, Нови Сад, Српско народно позориште[9]
- Богојављенска ноћ, 26.11.1969, Нови Сад, Српско народно позориште[9]
- Пипи Дуга Чарапа, 18.12.1969, Београд, Позориште 'Бошко Буха'[9]
- Сексирама, 28.04.1970, Нови Сад, Српско народно позориште[9]
- Ујка Вања, 03.12.1970, Нови Сад, Српско народно позориште[9]
- Пљачка, 14.10.1971, Нови Сад, Српско народно позориште[9]
- Торта са пет спратова, 02.12.1971, Београд, Позориште „Бошко Буха” Београд[9]
- Ромео и Јулија, 21.03.1972, Нови Сад, Српско народно позориште[9]
- Шума која хода, 17.11.1972, Нови Сад, Српско народно позориште[9]
- Туга и опомена, 27.11.1972, Нови Сад, Српско народно позориште[9]
- Плави зец, 27.02.1973, Београд, Позориште 'Бошко Буха'[9]
- Новосадска променада, 16.03.1973, Нови Сад, Српско народно позориште[9]
- Покондирена тиква, 16.10.1973, Нови Сад, Српско народно позориште[9]
- Ти си то, 23.11.1973, Нови Сад, Српско народно позориште[9]
- Ти си то, 29.11.1973, Београд, Савремено позориште[9]
- Град са зечијим ушима, 11.12.1973, Београд, Позориште 'Бошко Буха'[9]
- Шума која хода, 22.01.1974, Ниш, Народно позориште[9]
- Кревет за три особе, 30.12.1974, Нови Сад, Српско народно позориште[9]
- Женидба и удадба, 20.10.1975, Сомбор, Народно позориште[9]
- ЉУБАВ И ПРОНЕВЕРА, 10.01.1976, Београд, Београдско драмско позориште[9]
- ЗАБУНЕ, 10.01.1976, Београд, Београдско драмско позориште[9]
- УЈЕЖ, 17.02.1976, Нови Сад, Српско народно позориште[9]
- Васа Железнова, 24.11.1976, Београд, Југословенско драмско позориште[9]
- Пучина, 08.05.1977, Београд, Југословенско драмско позориште[9]
- Торта са пет спратова, 12.02.1978, Београд, Позориште 'Бошко Буха'[9]
- ВИШЊЕВИ САД, 28.04.1978, Београд, Атеље 212[9]
- Лимунација, 06.02.1979, Београд, Југословенско драмско позориште[9]
- Преноћиште, 21.10.1979, Нови Сад, Српско народно позориште[9]
- Преноћиште, 21.11.1979, Нови Сад, Српско народно позориште[9]
- Лажа и Паралажа, 14.02.1980, Крагујевац, Књажевско-српски театар[9]
- Београдости, 11.09.1980, Београд, Позориште 'Бошко Буха'[9]
- Наход Симеон, 05.02.1981, Београд, Југословенско драмско позориште[9]
- Долња земља, 28.03.1981, Нови Сад, Српско народно позориште[9]
- Дом Бернарде Албе, 17.11.1981, Нови Сад, Српско народно позориште[9]
- Голубњача, 10.10.1982, Нови Сад, Српско народно позориште[9]
- Раванград, 27.11.1982, Сомбор, Народно позориште[9]
- Раванград 1900, 18.12.1982, Нови Сад, Српско народно позориште[9]
- САМОУБИЦА, 10.03.1984, Београд, Београдско драмско позориште[9]
- Све је добро што се добро сврши, 19.03.1984, Београд, Позориште 'Бошко Буха'[9]
- АНА, 05.06.1984, Београд, Атеље 212[9]
- Мрешћење шарана, 08.10.1984, Београд, Звездара театар[9]
- ТИ СИ ТО, 20.10.1984, Београд, Београдско драмско позориште[9]
- Вртешка, 26.10.1984, Београд, Позориште на Теразијама[9]
- Добродошли у годину нову, 21.12.1984, Београд, Позориште 'Бошко Буха'[9]
- ЖЕНИДБА, 27.03.1985, Београд, Београдско драмско позориште[9]
- Путујуће позориште Шопаловић, 10.10.1985, Београд, Југословенско драмско позориште[9]
- ЛАРГО ДЕСОЛАТО, 27.12.1985, Београд, Београдско драмско позориште[9]
- ЧАПЉА, 06.02.1986, Београд, Атеље 212[9]
- Родољупци, 31.05.1986, Београд, Југословенско драмско позориште[9]
- Хомо воланс, 07.09.1986, Сомбор, Народно позориште[9]
- Хамлет студира глуму, 07.11.1986, Београд, Мало позориште 'Душко Радовић'[9]
- Птиц и птица, 24.11.1986, Београд, Звездара театар[9]
- Ревизор, 07.03.1987, Београд, Југословенско драмско позориште[9]
- Олуја, 25.08.1987, Београд, Југословенско драмско позориште[9]
- Ружење народа у два дела, 25.12.1987, Београд, Југословенско драмско позориште[9]
- Апис, 06.03.1988, Београд, Народно позориште[9]
- Ведрине и ватре, 01.10.1988, Београд, Југословенско драмско позориште[9]
- Све је добро кад се добро сврши, 06.10.1988, Београд, Позориште 'Бошко Буха'[9]
- Ваљевска болница, 31.01.1989, Београд, Југословенско драмско позориште[9]
- Покојник, 19.06.1989, Нови Сад, Српско народно позориште[9]
- У потрази за Марселом Прустом, 25.05.1990, Београд, Југословенско драмско позориште[9]
- Народни посланик, 15.03.1991, Београд, Југословенско драмско позориште[9]
- Пут око света, 11.11.1992, Београд, Позориште 'Бошко Буха'[9]
- КОЛА МУДРОСТИ ДВОЈА ЛУДОСТИ, 03.05.1993, Београд, Атеље 212[9]
- Лажни цар Шћепан мали, 24.07.1993, Београд, Југословенско драмско позориште[9]
- Гардеробер, 16.01.1994, Београд, Југословенско драмско позориште[9]
- Оџиморон, 06.04.1994, Београд, Култ театар[9]
- Троил и Кресида, 05.08.1994, Београд, Југословенско драмско позориште[9]
- Сумњиво лице, 08.10.1994, Нови Сад, Српско народно позориште[9]
- Будибогснама, 18.05.1995, Београд, Култ театар[9]
- Госпођа министарка, 11.01.1996, Београд, Југословенско драмско позориште[9]
- Мизантроп, 12.02.1997, Београд, Југословенско драмско позориште[9]
- Путујуће позориште Шопаловић, 15.06.1997, Ниш, Народно позориште[9]
- Мртве душе, 06.05.1998, Београд, Југословенско драмско позориште[9]
- Леонс и Лена, 16.07.1998, Београд, Југословенско драмско позориште[9]
- Мера за меру, 22.12.1998, Нови Сад, Српско народно позориште[9]
- ДИВЉИ МЕД, 26.02.2000, Београд, Атеље 212[9]
- Ожалошћена породица, 16.09.2000, Нови Сад, Српско народно позориште[9]
- ЛЕДА, 09.02.2001, Београд, Атеље 212[9]
- ЧУДО У ШАРГАНУ, 07.02.2002, Београд, Атеље 212[9]
- Раванград, 17.12.2002, Нови Сад, Српско народно позориште[9]
- Родољупци, 23.05.2003, Београд, Југословенско драмско позориште[9]
- АМЕРИКА, ДРУГИ ДЕО, 28.10.2003, Београд, Атеље 212[9]
- Псећи валцер, 06.06.2004, Београд, Југословенско драмско позориште[9]
- Скакавци, 26.04.2005, Београд, Југословенско драмско позориште[9]
- ТРГ ХЕРОЈА, 25.12.2005, Београд, Атеље 212[9]
- Банат, 01.02.2007, Београд, Југословенско драмско позориште[9]
- Барбело, о псима и деци, 04.12.2007, Београд, Југословенско драмско позориште[9]
- Превођење, 02.03.2009, Београд, Југословенско драмско позориште[9]
- Зојкин стан, 20.04.2011, Нови Сад, Српско народно позориште[9]
- Вишњик, 04.10.2011, Београд, Југословенско драмско позориште[9]